# Hello (Goldkimono)
Hello is een nummer van de Nederlandse band Goldkimono uit 2023. Het is de tweede single van hun tweede studioalbum Something Out of Nothing.
In een persbericht lieten de mannen van Goldkimono weten waar "Hello" over gaat: "De wereld is de laatste tijd behoorlijk gek geworden. 'Hello' spreekt hierover in een observatie die een licht schijnt op de sociale en politieke onrust van de afgelopen jaren. De coupletten beschrijven de ongelukkige maar voortdurende verdeeldheid in de samenleving met betrekking tot kleuren en politieke ideologieën. Terwijl het refrein onze zoektocht naar eenheid en verbinding herhaalt, gevangen in de tekst 'Brother hello, Sister hello'. Over het geheel genomen geeft het commentaar op de status quo en herinnert het ons eraan dat het antwoord in de gemeenschap ligt. Het nodigt ons uit om deel te nemen aan een zinvoller gesprek over de wereld en onze rol daarin". Het nummer bereikte de Nederlandse Top 40 of Tipparade niet, maar werd wel een radiohit en bereikte de 47e positie in de Nederlandse Airplay Top 50.

## Tracklijst
Muziekdownload
1. "Hello" - 3:34